# Capítulo III: Ahogando Penas
Capítulo III: Ahogando Penas es el tercer álbum de estudio de DJ Kane. Fue lanzado al mercado el 20 de marzo de 2007.

## Lista de canciones
| N.º | Título                         | Escritor(es)                                       | Duración |  |
| 1.  | «Miéntele»                     | Luigi Giraldo, Joel Bosh                           | 3:49     |  |
| 2.  | «Ahogando Penas»               | Juan Fernando Fonseca, D 'Odarg I.                 | 3:49     |  |
| 3.  | «Terapia Alternativa»          | José Luis Pagan                                    | 3:23     |  |
| 4.  | «El Castigo»                   | Jason Cano, Mariano Herrera, DJ Dus, Luigi Giraldo | 3:44     |  |
| 5.  | «Muchacha Triste»              | Luis Alva                                          | 3:39     |  |
| 6.  | «Segundos Y Minutos»           | Luigi Giraldo                                      | 3:56     |  |
| 7.  | «Ni Una Gota De Amor»          | Juan Carlos Pérez Soto, Elsten Torres              | 3:31     |  |
| 8.  | «Mejor Te Vas»                 | D 'Odarg I.                                        | 3:33     |  |
| 9.  | «Por Eso Te Quiero»            | Luigi Giraldo                                      | 4:05     |  |
| 10. | «El Sombrero»                  | Marcelo Azevedo, D 'Odarg I.                       | 4:05     |  |
| 11. | «Ahogando Penas» (con Fonseca) | Juan Fernando Fonseca, D 'Odarg I.                 | 3:48     |  |